# Calathea veitchiana
Calathea veitchiana là một loài thực vật thuộc họ Marantaceae. Đây là loài đặc hữu của Ecuador. Môi trường sống tự nhiên của chúng là rừng ẩm vùng đất thấp nhiệt đới hoặc cận nhiệt đới và vùng núi ẩm nhiệt đới hoặc cận nhiệt đới.
Loài thực vật này được nhà sưu tập thực vật thời Victoria, Richard Pearce phát hiện lần đầu gần Cuenca năm 1862, và được đặt tên để vinh danh những người chủ vườn cây giống nơi ông làm việc, James Veitch & Sons.

## Hình ảnh

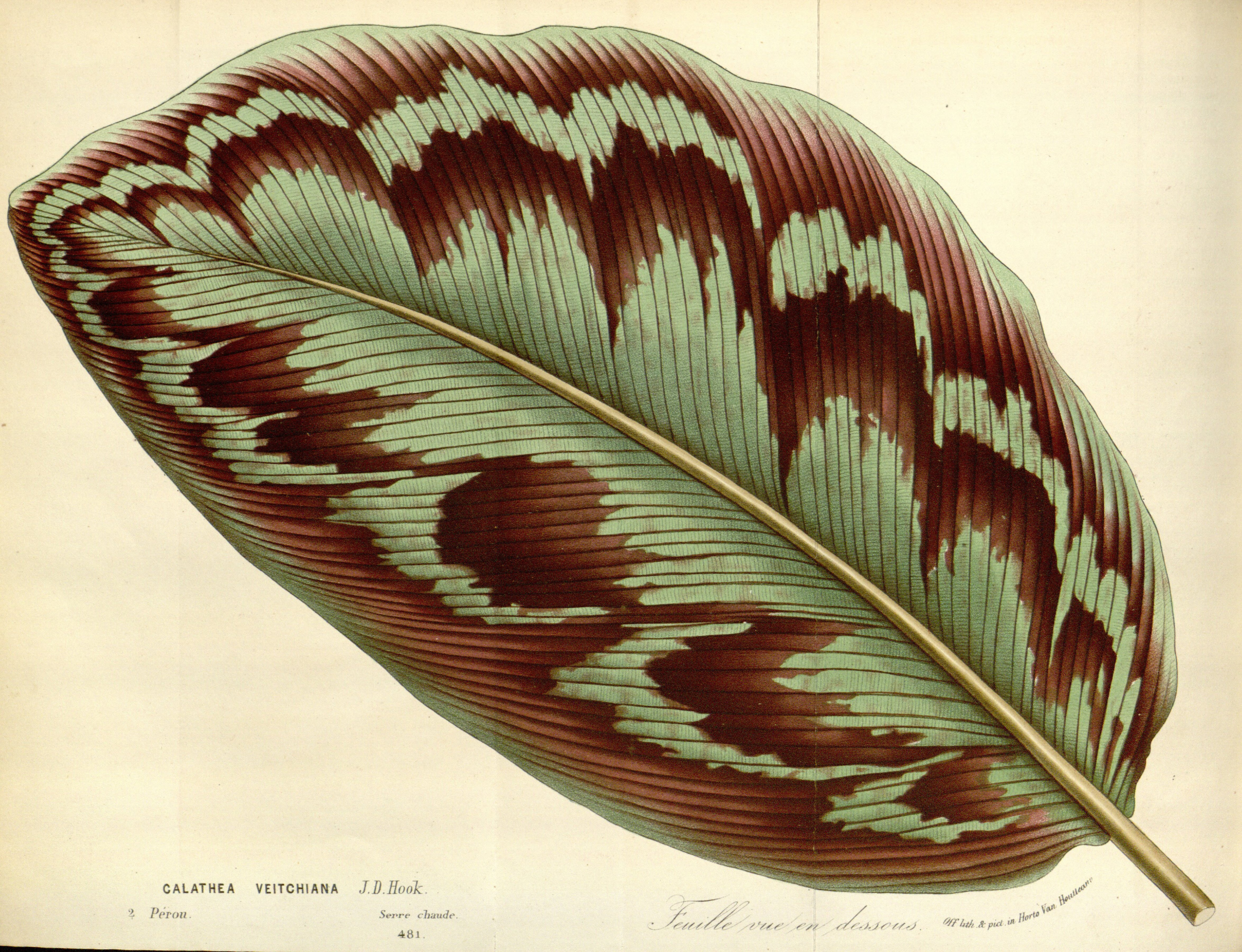
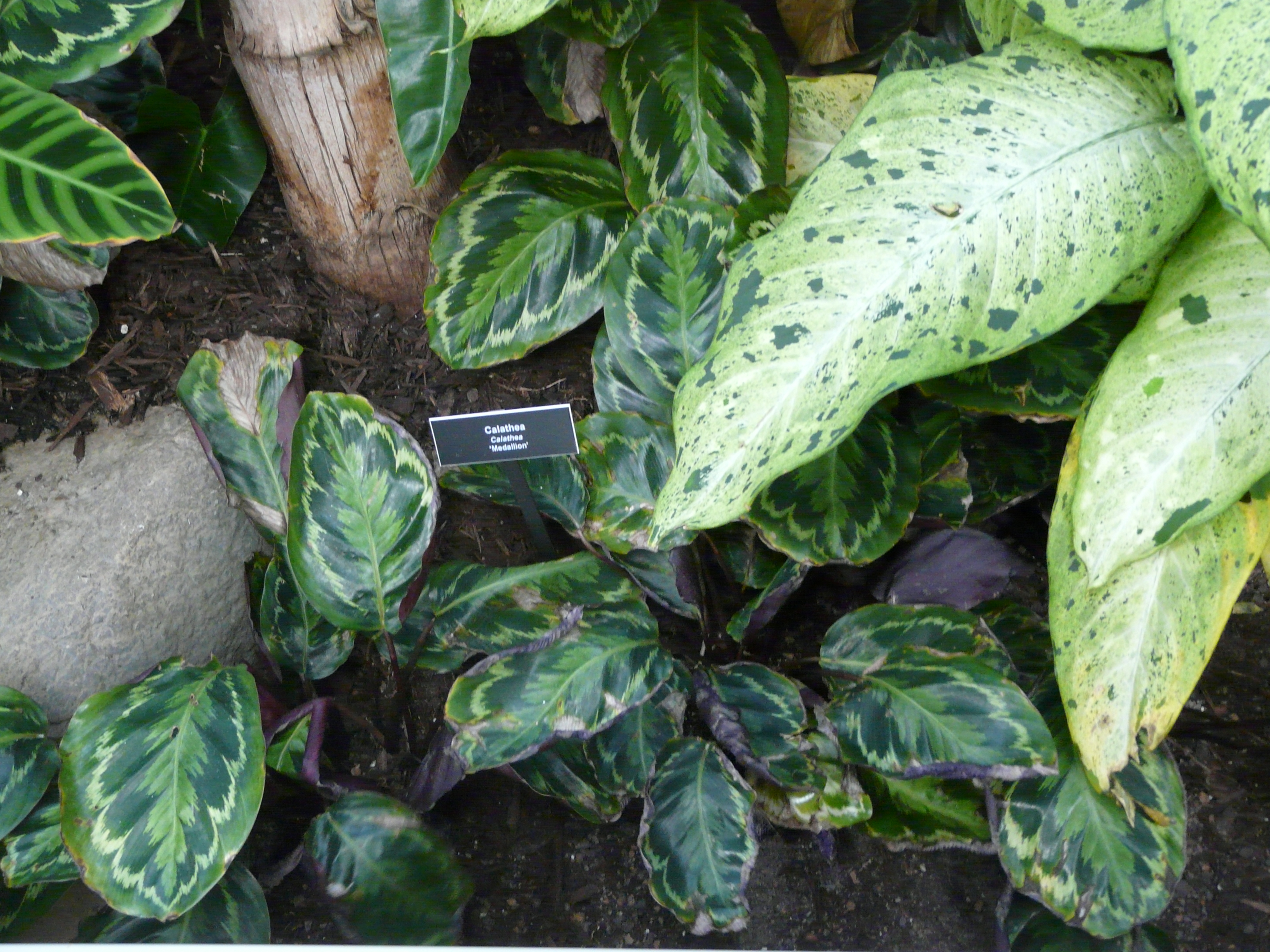
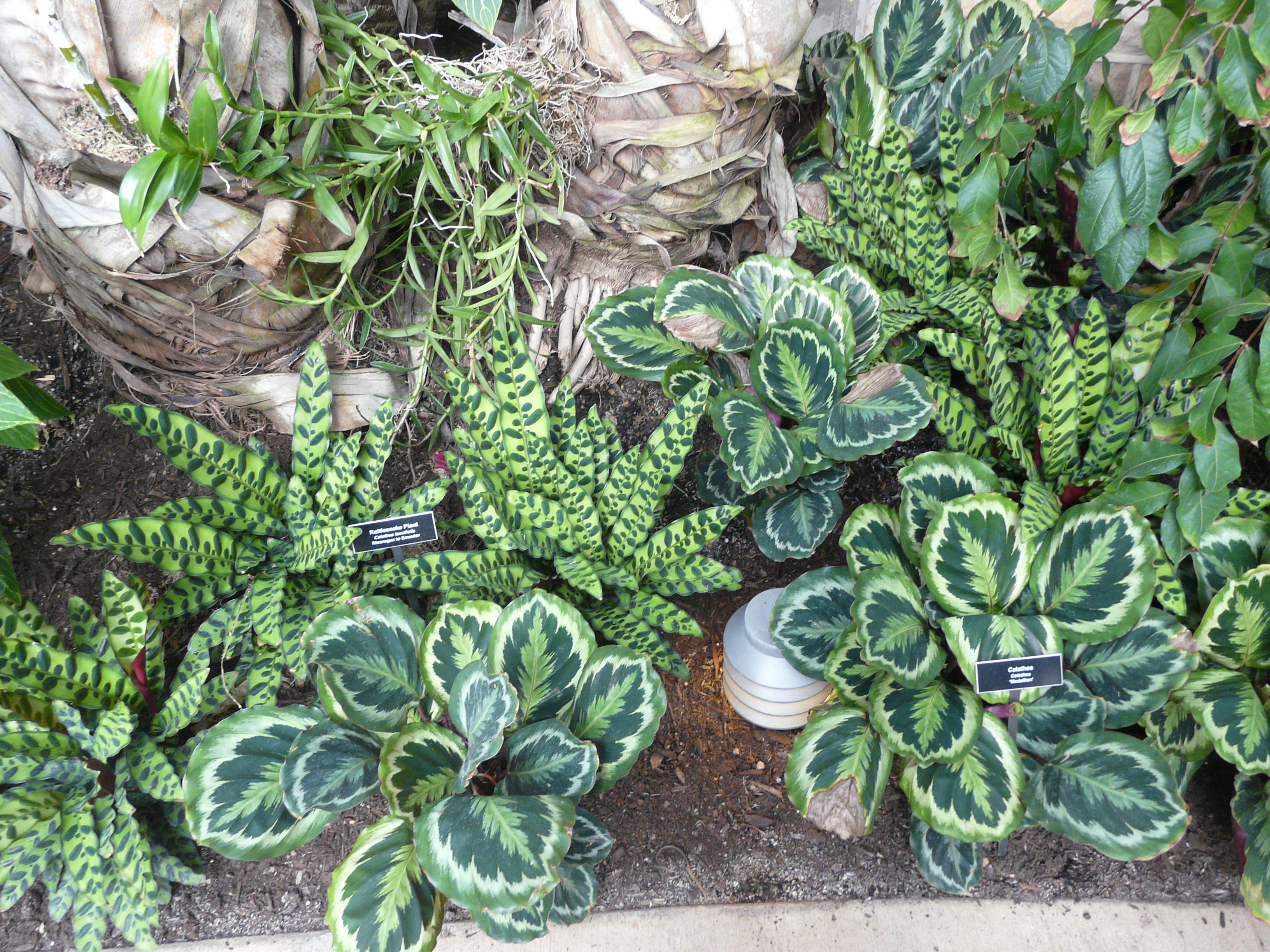
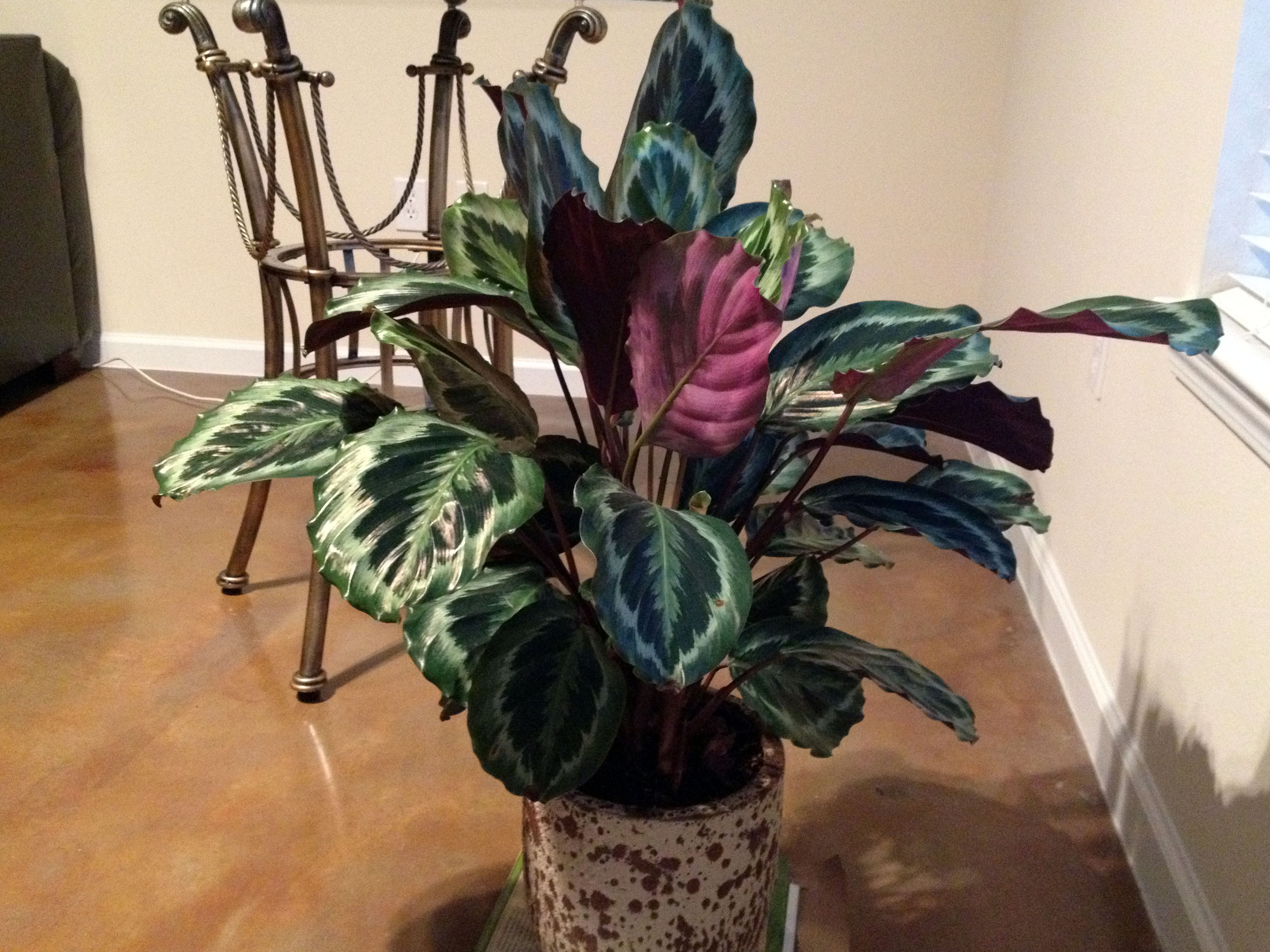